# (500451) 2012 TG199
(500451) 2012 TG199 es un asteroide perteneciente al cinturón de asteroides, descubierto el 5 de noviembre de 2007 por el equipo del Mount Lemmon Survey desde el Observatorio del Monte Lemmon, Arizona, Estados Unidos.

## Designación y nombre
Designado provisionalmente como 2012 TG199.

## Características orbitales
2012 TG199 está situado a una distancia media del Sol de 3,057 ua, pudiendo alejarse hasta 3,518 ua y acercarse hasta 2,596 ua. Su excentricidad es 0,150 y la inclinación orbital 3,777 grados. Emplea 1952,94 días en completar una órbita alrededor del Sol.
Los próximos acercamientos a la órbita de Júpiter se producirán el 17 de febrero de 2043, el 10 de septiembre de 2101 y el 2 de abril de 2160, entre otros.

## Características físicas
La magnitud absoluta de 2012 TG199 es 17,1. 